# Encyrtus kerzhneri
Encyrtus kerzhneri är en stekelart som beskrevs av Trjapitzin och Sitdikov 1993. Encyrtus kerzhneri ingår i släktet Encyrtus och familjen sköldlussteklar.
Artens utbredningsområde är Kuba. Inga underarter finns listade i Catalogue of Life.